# Jimidin
 Jimidin es una película de Argentina dirigida por Raúl Perrone sobre su propio guion escrito en colaboración con Roberto Barandalla que se estrenó el 29 de septiembre de 1995 y que tuvo como actores principales a Román Motura, Violeta Naón, Félix Tornquist, Gustavo Prone  y Anamá Pittaluga
La película fue filmada en Ituzaingó.

## Sinopsis
Documental apócrifo sobre una supuesta visita de James Dean para la filmación de una película en Ituzaingó, una localidad suburbana de Argentina próxima a Buenos Aires.

## Reparto
- Román Motura
- Violeta Naón
- Félix Tornquist
- Gustavo Prone
- Anamá Pittaluga